# 磐城郡
- 令制国一覧 > 東山道 > 陸奥国・磐城国 > 磐城郡
- 日本 > 東北地方 > 福島県 > 磐城郡

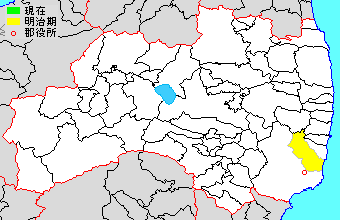
福島県磐城郡の範囲

磐城郡（いわきぐん）は福島県（陸奥国・磐城国）にあった郡。

## 郡域
1878年（明治12年）に行政区画として発足した当時の郡域は、いわき市の一部（四倉町・小川町のうち夏井川左岸（北東側）・平のうち夏井川左岸）である。

## 歴史
- 治承4年（1180年）頃、石城郡の三分割により成立。
- 江戸時代までは「岩城郡」と表記。
- 戦国時代ごろまでは、小川町の夏井川右岸（南西側）地域・平の夏井川右岸地域・好間町・内郷小島町も当郡の内。

### 近代以降の沿革
- 「旧高旧領取調帳」に記載されている明治初年時点での支配は以下の通り。（49村）

| 知行   | 知行             | 村数 | 村名 |
| ------ | ---------------- | ---- | --- |
| 幕府領 | 幕府領           | 8村  | 福岡村、柴原村、上平村、上小川村、四ツ倉村、塩木村、原高野村、白岩村 |
| 藩領   | 常陸笠間藩       | 27村 | 上神谷村、下片寄村、名木村、大森村、玉山村、薬王寺村、山田小湊村、上仁井田村、狐塚村、長友村、戸田村、水品村、北神谷村、下仁井田村、山小屋村、八茎村、駒込村、関場村、泉崎村、上片寄村、中島村、細谷村、馬目村、中神谷村、上柳生村、下柳生村、絹谷村 |
| 藩領   | 陸奥磐城平藩     | 11村 | 中平窪村、上平窪村、西平窪村、下平窪村、塩村、幕ノ内村、中塩村、鯨岡村、四ツ波村、大室村、鎌田村 |
| 藩領   | 陸奥棚倉藩       | 2村  | 下小川村、赤井村 |
| 藩領   | 磐城平藩・笠間藩 | 1村  | 下神谷村 |

- 慶応2年6月19日（1866年7月30日） - 棚倉藩が武蔵川越藩に転封。陸奥白河藩が棚倉藩に転封。
- 慶応4年
  - 2月1日（1868年2月23日） - 棚倉藩が白河藩に転封（実行されず）。
  - 8月8日（1868年9月23日） - 戊辰戦争後の処分により、幕府領・磐城平藩領・棚倉藩領が磐城平民政局の管轄となる。
- 明治元年
  - 12月7日（1869年1月19日）
    - 陸奥国が分割され、本郡は磐城国の所属となる。
    - 磐城平藩の減封にともなう領地替えのため、幕府領の一部（原高野村）、棚倉藩領の一部（赤井村）が磐城平藩領となる。
    - 棚倉藩領の一部（下小川村）および笠間藩領の一部（中神谷村、下神谷村の各一部）が磐城三春藩取締地となる。

  - 12月24日（1869年2月5日） - 白河藩が棚倉藩に転封のうえ減封（現状に即した形となる）。
  - 8月7日（1869年9月12日） - 幕府領と三春藩取締地が白河県の管轄となる。
- 明治4年
  - 7月14日（1871年8月29日） - 廃藩置県により藩領が笠間県・磐城平県となる。
  - 11月2日（1871年12月13日） - 第1次府県統合により平県の管轄となる。
  - 11月29日（1872年1月9日） - 平県が磐前県に改称。
- 明治9年（1876年）8月21日 - 第2次府県統合により福島県の管轄となる。

- 明治12年（1879年）1月27日

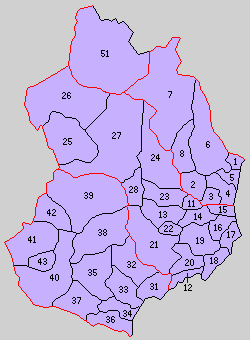
1.四ツ倉町 2.平窪村 3.神谷村 4.草野村 5.大浦村 6.大野村 7.上小川村 8.下小川村 （紫：明治29年成立の石城郡 11 - 28は磐前郡 31 - 43は菊多郡 51は楢葉郡川前村）

  - 郡区町村編制法の福島県での施行により行政区画としての磐城郡が発足。「菊多磐前磐城郡役所」が磐前郡平町に設置され、菊多郡・磐前郡とともに管轄。
  - 赤井村の所属郡が磐前郡に変更。（48村）
- 明治15年（1882年） - 西平窪村が下平窪村に合併。（47村）
- 明治22年（1889年）4月1日 - 町村制の施行により以下の町村が発足。全域が現・いわき市。（1町7村）
  - 四ツ倉町（四ツ倉村が単独町制）
  - 平窪村 ← 上平窪村、中平窪村、下平窪村、四ツ波村、中塩村、幕ノ内村、鯨岡村、大室村
  - 神谷村 ← 鎌田村、塩村、上神谷村、中神谷村、上片寄村、下片寄村
  - 草野村 ← 下神谷村、原高野村、泉崎村、絹谷村、馬目村、水品村、北神谷村
  - 大浦村 ← 大森村、細谷村、狐塚村、名木村、長友村、上仁井田村、下仁井田村、塩木村
  - 大野村 ← 戸田村、白岩村、玉山村、中島村、上柳生村、下柳生村、山田小湊村、薬王寺村、駒込村、八茎村、山小屋村
  - 上小川村 ← 上小川村、福岡村
  - 下小川村 ← 下小川村、柴原村、関場村、上平村
- 明治29年（1896年）4月1日 - 菊多郡・磐前郡・磐城郡および楢葉郡の一部（川前村）の区域をもって石城郡が発足。同日磐城郡廃止。

### 変遷表
| 藩政期     | 明治22年4月1日 | 明治22年 - 明治28年 | 明治29年4月1日  | 現在     |
| ---------- | -------------- | ------------------- | --------------- | -------- |
| 四倉村     | 四倉町         | 四倉町              | 石城郡 四倉町   | いわき市 |
| 大森村     | 大浦村         | 大浦村              | 石城郡 大浦村   | いわき市 |
| 狐塚村     | 大浦村         | 大浦村              | 石城郡 大浦村   | いわき市 |
| 塩木村     | 大浦村         | 大浦村              | 石城郡 大浦村   | いわき市 |
| 長友村     | 大浦村         | 大浦村              | 石城郡 大浦村   | いわき市 |
| 名木村     | 大浦村         | 大浦村              | 石城郡 大浦村   | いわき市 |
| 上仁井田村 | 大浦村         | 大浦村              | 石城郡 大浦村   | いわき市 |
| 下仁井田村 | 大浦村         | 大浦村              | 石城郡 大浦村   | いわき市 |
| 細谷村     | 大浦村         | 大浦村              | 石城郡 大浦村   | いわき市 |
| 上柳生村   | 大野村         | 大野村              | 石城郡 大野村   | いわき市 |
| 下柳生村   | 大野村         | 大野村              | 石城郡 大野村   | いわき市 |
| 駒込村     | 大野村         | 大野村              | 石城郡 大野村   | いわき市 |
| 白岩村     | 大野村         | 大野村              | 石城郡 大野村   | いわき市 |
| 玉山村     | 大野村         | 大野村              | 石城郡 大野村   | いわき市 |
| 戸田村     | 大野村         | 大野村              | 石城郡 大野村   | いわき市 |
| 中島村     | 大野村         | 大野村              | 石城郡 大野村   | いわき市 |
| 薬王寺村   | 大野村         | 大野村              | 石城郡 大野村   | いわき市 |
| 八茎村     | 大野村         | 大野村              | 石城郡 大野村   | いわき市 |
| 山小屋村   | 大野村         | 大野村              | 石城郡 大野村   | いわき市 |
| 山田小湊村 | 大野村         | 大野村              | 石城郡 大野村   | いわき市 |
| 上小川村   | 上小川村       | 上小川村            | 石城郡 上小川村 | いわき市 |
| 福岡村     | 上小川村       | 上小川村            | 石城郡 上小川村 | いわき市 |
| 下小川村   | 下小川村       | 下小川村            | 石城郡 下小川村 | いわき市 |
| 上平村     | 下小川村       | 下小川村            | 石城郡 下小川村 | いわき市 |
| 柴原村     | 下小川村       | 下小川村            | 石城郡 下小川村 | いわき市 |
| 関場村     | 下小川村       | 下小川村            | 石城郡 下小川村 | いわき市 |
| 上平窪村   | 平窪村         | 平窪村              | 石城郡 平窪村   | いわき市 |
| 中平窪村   | 平窪村         | 平窪村              | 石城郡 平窪村   | いわき市 |
| 下平窪村   | 平窪村         | 平窪村              | 石城郡 平窪村   | いわき市 |
| 西平窪村   | 平窪村         | 平窪村              | 石城郡 平窪村   | いわき市 |
| 大室村     | 平窪村         | 平窪村              | 石城郡 平窪村   | いわき市 |
| 鯨岡村     | 平窪村         | 平窪村              | 石城郡 平窪村   | いわき市 |
| 中塩村     | 平窪村         | 平窪村              | 石城郡 平窪村   | いわき市 |
| 幕之内村   | 平窪村         | 平窪村              | 石城郡 平窪村   | いわき市 |
| 四波村     | 平窪村         | 平窪村              | 石城郡 平窪村   | いわき市 |
| 上神谷村   | 神谷村         | 神谷村              | 石城郡 神谷村   | いわき市 |
| 中神谷村   | 神谷村         | 神谷村              | 石城郡 神谷村   | いわき市 |
| 上片寄村   | 神谷村         | 神谷村              | 石城郡 神谷村   | いわき市 |
| 下片寄村   | 神谷村         | 神谷村              | 石城郡 神谷村   | いわき市 |
| 鎌田村     | 神谷村         | 神谷村              | 石城郡 神谷村   | いわき市 |
| 塩村       | 神谷村         | 神谷村              | 石城郡 神谷村   | いわき市 |
| 泉崎村     | 草野村         | 草野村              | 石城郡 草野村   | いわき市 |
| 下神谷村   | 草野村         | 草野村              | 石城郡 草野村   | いわき市 |
| 北神谷村   | 草野村         | 草野村              | 石城郡 草野村   | いわき市 |
| 絹谷村     | 草野村         | 草野村              | 石城郡 草野村   | いわき市 |
| 原高野村   | 草野村         | 草野村              | 石城郡 草野村   | いわき市 |
| 馬目村     | 草野村         | 草野村              | 石城郡 草野村   | いわき市 |
| 水品村     | 草野村         | 草野村              | 石城郡 草野村   | いわき市 |

## 行政
菊多・磐前・磐城郡長
| 代 | 氏名 | 就任年月日                | 退任年月日                | 備考                                   |
| -- | ---- | ------------------------- | ------------------------- | -------------------------------------- |
| 1  |      | 明治12年（1879年）1月27日 |                           |                                        |
|    |      |                           | 明治29年（1896年）3月31日 | 菊多郡・磐前郡との合併により磐城郡廃止 |